# Clara Markwordt

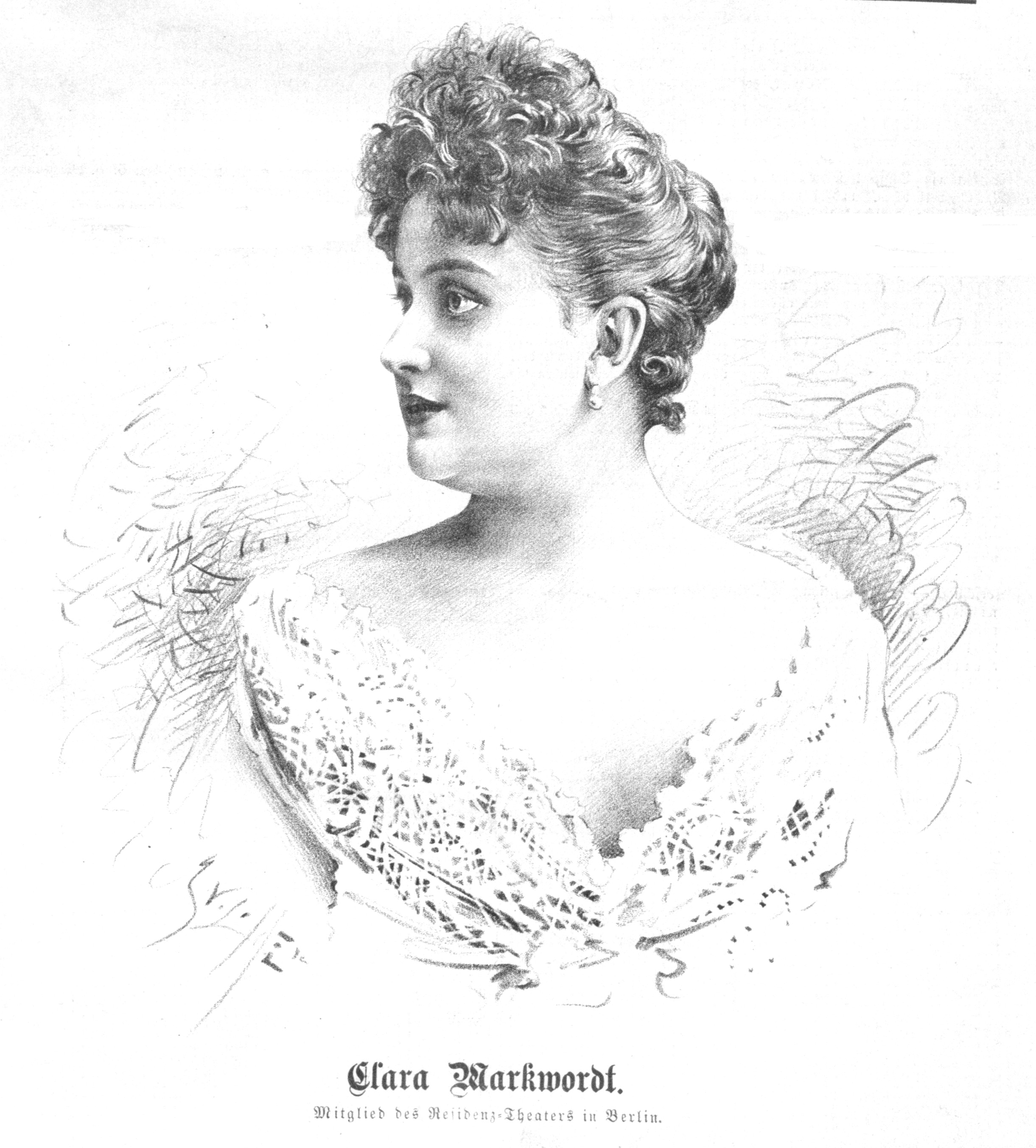
Clara Markwordt im Jahre 1894

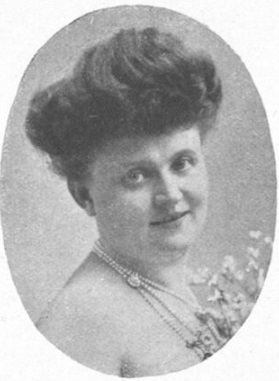
Clara Markwordt, 1905

Clara Markwordt (3. Dezember 1869 in Riga – August 1937 in Berlin), später bekannt als Mascha Markwordt und verheiratet als Mascha Pinkuss, war eine deutsche Theaterschauspielerin.

## Leben
Markwordt, die Tochter des Schauspielers August Markwordt, begann ihre Theaterlaufbahn, gegen den Willen ihres Vaters, am Wallnertheater in Berlin. Dann ging sie ans Lessingtheater und danach ans Stadttheater Zürich. Hierauf kehrte sie nach Berlin zurück, ans Residenztheater.
Zu ihren beliebtesten Rollen zählten „Mademoiselle Sirene“ in den Dragonern, „Clementine“ in Mustergatten, „Fanny“ in Unsere Frauen, „Antonie“ in Großstadtluft, „Sarah Bartholdy“ in Orientreise, „Cyprienne“ und „Fräulein Frau“ etc.
Während ihres langjährigen Wirkens in Berlin war sie speziell im Fach der Salondamen erfolgreich. 1899 siedelte sie nach Wien über.
Später heiratete sie Kommerzrat Albert Pinkus (wahrscheinlich der Bankier, mit dem sie im Jahre 1902 nach Ischl reiste) und sie siedelten sich ins Haus Nr. 126 in Reichenau an der Rax, neben der kaiserlichen Villa um. Nach dem Tod ihres Manns verkaufte sie das Haus im Jahre 1918 der kaiserlichen Güterverwaltung und wurde später die Gattin des italienischen Industriellen Krivic.   
In den Jahren 1928 und 1929 nahm sie Kuraufenthalte in Karlsbad. 
Sie starb im August 1937 in Berlin.